# Mellangröda
Mellangröda är i Sverige en gröda som odlas mellan två huvudgrödor. Mellangrödor kan etableras i "renbestånd" eller i art- och sortblandningar. Mellangrödorna kan ha flera olika funktioner i odlingssystemet såsom minska växtnäringsläckaget, öka inlagringen av kol i marken, bekämpa ogräs, fungera som erosionsskydd och användas som råvara för produktion av till exempel bioetanol och biogas i den biobaserade ekonomin.  
Oljerättika, vitsenap, bovete, honungsfacelia och blodklöver är exempel på sommarmellangrödor som etableras efter tidig skörd av olika huvudgrödor, såsom färskpotatis, konservärter eller spannmål under högsommaren. Mellangrödor kan även etableras på hösten, till exempel en blandning av råg och luddvicker, och växa under vintern som en fånggröda i södra Sverige. De kallas då för vintermellangrödor. På våren kan vintermellangrödan antingen skördas som biogassubstrat eller myllas ner i marken som gröngödsling, innan nästa huvudgröda etableras.